# Ölgii
Ölgii ou Ölgiy (mongol : ᠥᠯᠦᠭᠡᠢ, VPMC : Ölügei, cyrillique : Өлгий, MNS : Ölgii, littéralement : langes) est la cinquième ville la plus peuplée de Mongolie, avec une population de 30 483 habitants (estimation 2006).
C'est la capitale de la province (aïmag) de Bayan-Ölgii, à l'extrémité ouest de la Mongolie, province principalement peuplée de Kazakhs. Elle a le double statut de sum et de ville.

## Transports

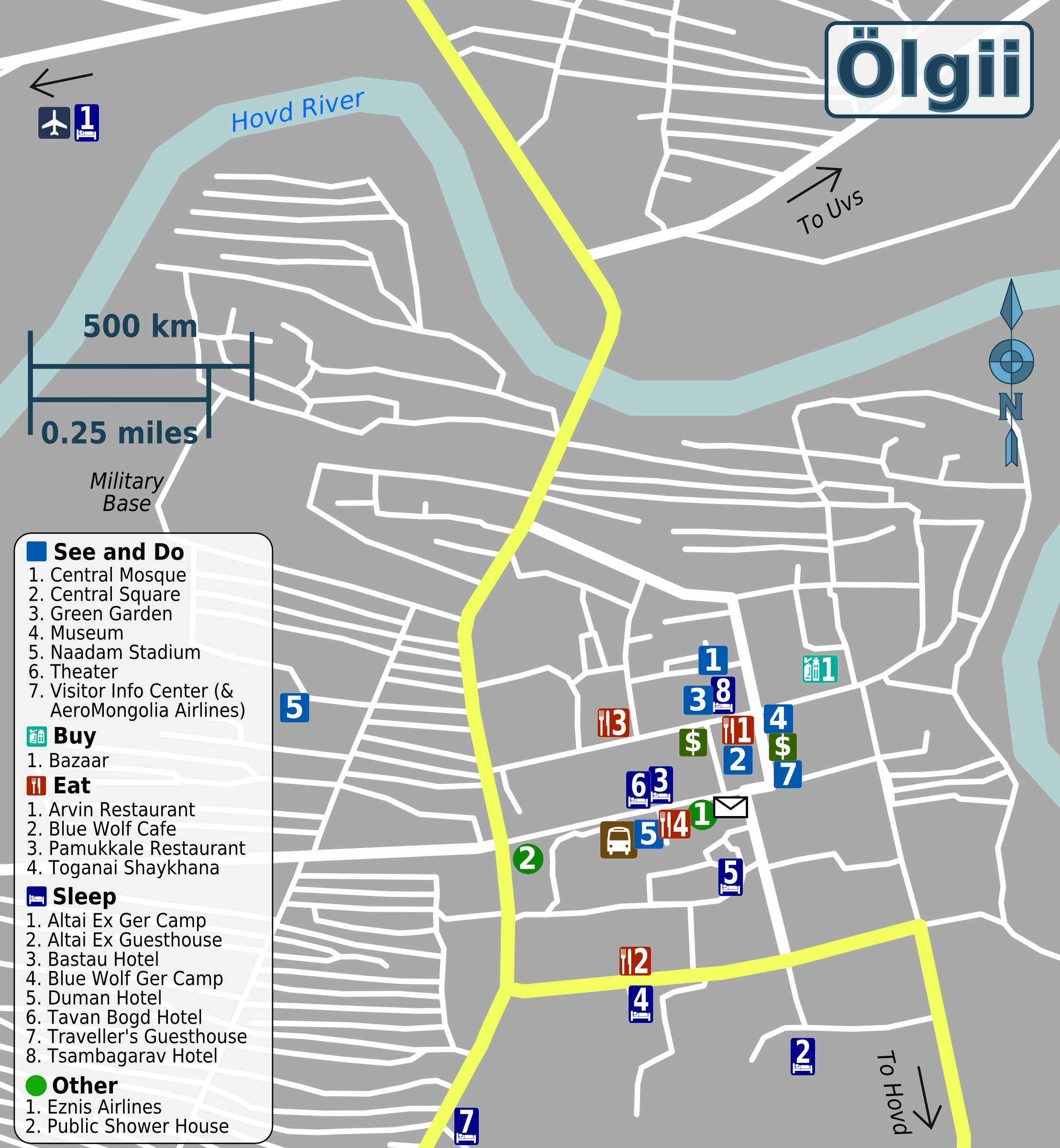
Carte de la ville et des principaux sites.

L'aérodrome d'Ölgii (code IATA : ULG • code OACI : ZMUL) comporte une piste d'atterrissage. Il comporte des liaisons régulière avec Oulan-Bator et des vols moins réguliers avec Khovd et Ulaangom, ainsi qu'Almaty au Kazakhstan à l'Aéroport d'Öskemen.

## Galerie

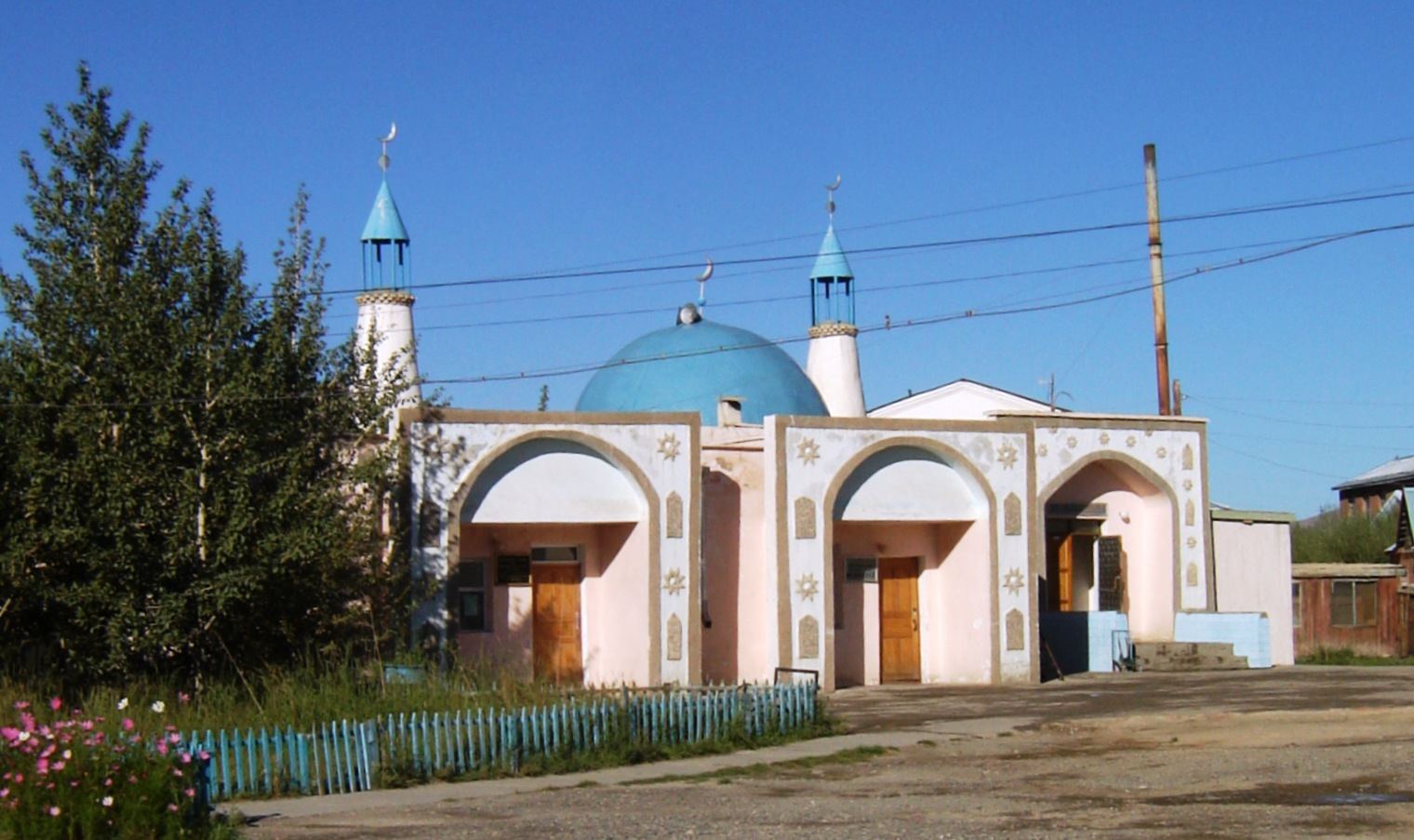
Mosquée d'Ölgii
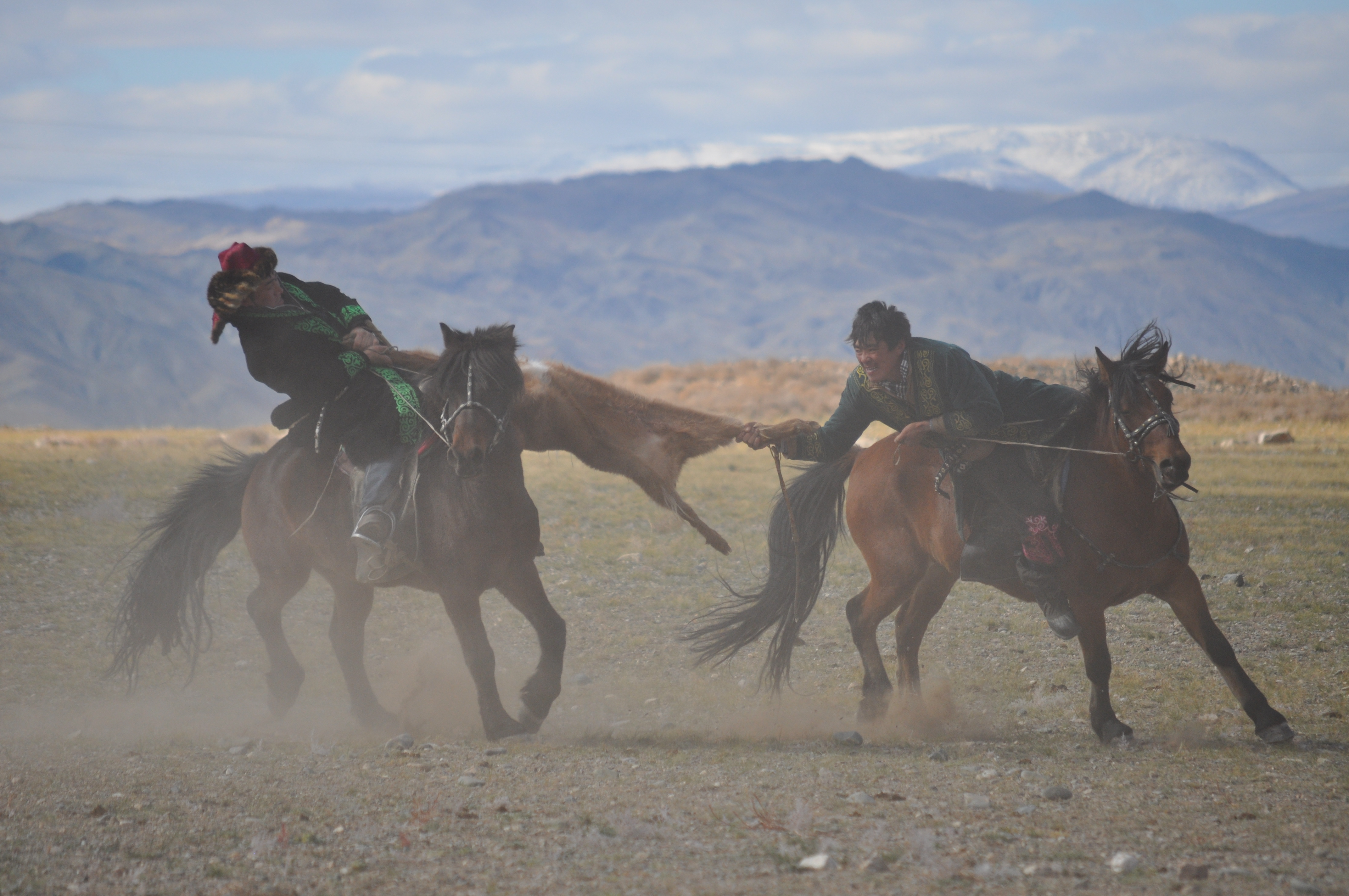
Kokpar, jeu kasakh, à Ölgii
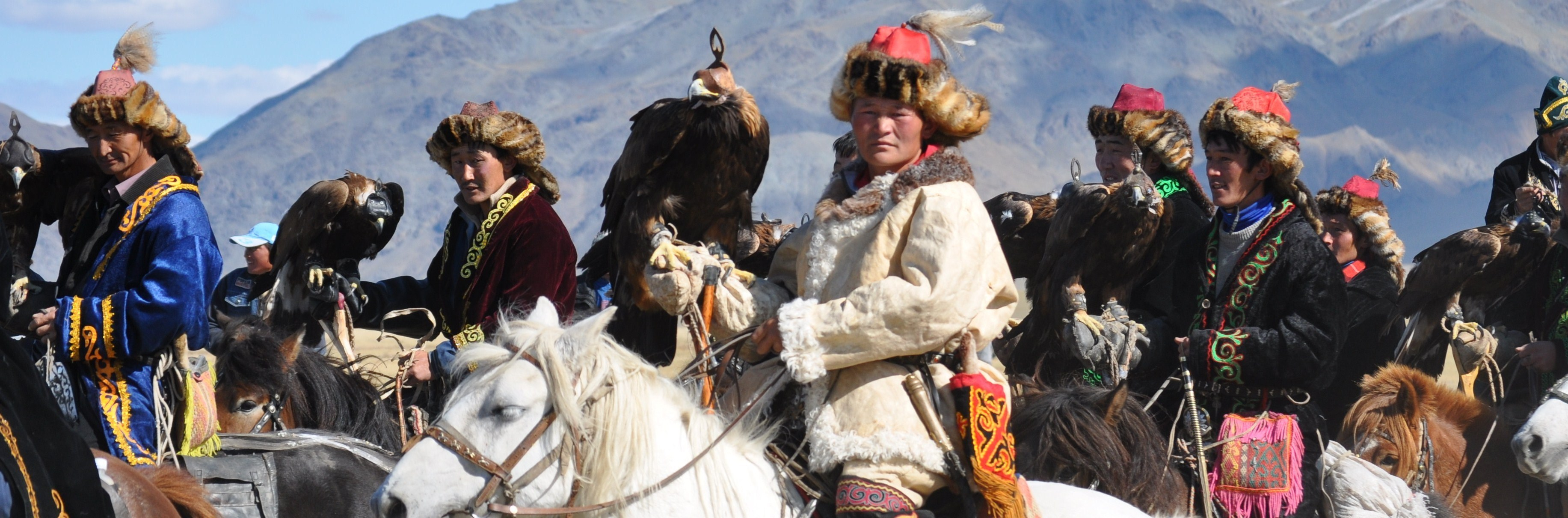
Chasseurs à l'aigle kazakhs